# Géographie de l'Acadie
L’Acadie est une région nord-américaine, comptant environ 500 000 habitants, majoritairement des Acadiens, dont la principale langue est le français. L'Acadie comprend grosso modo le nord et l'est de la province canadienne du Nouveau-Brunswick ainsi que des localités plus isolées à l'Île-du-Prince-Édouard, en Nouvelle-Écosse et à Terre-Neuve-et-Labrador. Au sens large, l'Acadie fait aussi référence aux communautés de la diaspora acadienne situées au Québec et aux États-Unis ; des personnes d'ascendance acadienne se retrouvent également en France, aux îles Malouines et dans les Antilles. L'Acadie possède donc une géographie complexe.

## Définitions

### Vision d'Adrien Bérubé
L'Acadie, dans son acception la plus courante, désigne un territoire situé dans les provinces de l'Atlantique, au Canada. Étant donné que les Acadiens ne vivent pas seulement dans les provinces de l'Atlantique, l'Acadie du Nord fait référence à toutes les localités au Canada et en Nouvelle-Angleterre, alors que l'Acadie du Sud fait référence à l'Acadiane, en Louisiane. L'Acadie des terres et des forêts est un ensemble de régions éloignées de la mer, comprenant les Hauts-Plateaux, au Nouveau-Brunswick, le Madawaska, séparé entre cette province et le Maine ainsi que le Témiscouata, au Québec. Une « Cadie » ou « Petite Cadie » est une ville ou une région québécoise où vivent les Acadiens. En Louisiane, « Cadie » est un synonyme de l'Acadiane. Finalement, certains lieux sont liés à l'Acadie pour des raisons historiques, tels que le fort Beauséjour, la forteresse de Louisbourg, l'île Sainte-Croix et Grand-Pré.
C'est en 1979 que le géographe Adrien Bérubé propose les quatre définitions les plus courantes de l'Acadie : l'Acadie historique, l'Acadie généalogique ou Acadie de la diaspora, l'Acadie fonctionnelle ou opérationnelle, plus couramment appelée l'Acadie de l'Atlantique – incluant uniquement les secteurs francophones des provinces de l'Atlantique – ainsi que l'Acadie prospective, englobant toutes les localités francophones du Nouveau-Brunswick; c'est ce territoire qui est parfois appelé la Nouvelle-Acadie. Ces définitions ont plus qu’une portée géographique car, selon Bérubé, elles découlent de quatre idéologies qui influencent la plupart du temps l’usage ou non du drapeau de l'Acadie, des mots Acadie et Acadiens ainsi que le nationalisme acadien.
Le territoire de l'Acadie, de même que sa perception, ont évolué au fil de l'Histoire. L'Acadie historique, ayant existé officiellement jusqu'à sa conquête en 1713, correspond aujourd'hui aux provinces Maritimes ainsi qu'à l'est du Maine et à la Gaspésie. À la suite de la Déportation des Acadiens, s'étant déroulée entre 1755 et 1763, de nombreuses familles s'établissent à l'extérieur de ce territoire, formant parfois des communautés comme au Québec, à Terre-Neuve-et-Labrador, aux États-Unis, en France, à Haïti et aux îles Malouines. La société se reforme après la déportation et les Acadiens en viennent à former une communauté distincte dans les provinces de l'Atlantique. Selon Joseph Yvon Thériault, les Acadiens s'identifient à ce territoire à partir de la publication de la version francophone du poème Evangéline par Pamphile Le May en 1865. Par sa politique de colonisation à la fin du XIXe siècle et au début du XXe siècle, le clergé catholique finit par élargir ce territoire. Le clergé met en fait en valeur le territoire de l'Acadie historique, ce que des auteurs comme Jean-Paul Hautecoeur et Michel Roy dénoncent comme un fantasme à partir des années 1960; c'est d'ailleurs à cette époque que le concept de l'Acadie de l'Atlantique gagne en popularité. L'Acadie devient ensuite associée davantage à une province, dans ce cas-ci le Nouveau-Brunswick, autrement dit l'Acadie prospective; c'est le territoire revendiqué durant les années 1970 pour la formation d'une province acadienne par le Parti acadien. Les travaux d'Adrien Bérubé sont critiqués notamment par Cécyle Trépanier, pour qui l'Acadie des Maritimes est un mythe. L'Acadie généalogique est mise en valeur depuis le premier Congrès mondial acadien, où l'attention est portée sur tous les Acadiens, incluant ceux de la diaspora, donnant l'impression d'un territoire flou selon J.-Y. Thériault.
Plusieurs géographes ont tenté de produire une carte géographique de l'Acadie, en se basant notamment sur le recensement de Statistique Canada puisque la plupart des francophones des provinces de l'Atlantique sont des Acadiens. La plupart des cartes surestiment ou sous-estiment pourtant le territoire, un problème causé en partie par l'anglicisation et un sentiment d'appartenance variant d'une localité à l'autre de même que par l'absence de reconnaissance officielle. L'inclusion du Québec – ou plutôt de ses localités acadiennes – dans l'Acadie est un sujet controversé. Il en est de même pour Terre-Neuve-et-Labrador bien que l'appellation d'Acadie de l'Atlantique ait remplacé celle d'Acadie des Maritimes afin de reconnaître la culture acadienne de cette province. Pourtant, l'existence même de l'Acadie n'est jamais remise sérieusement en question, que ce soit par les Acadiens comme par les anglophones.

### Autres définitions
Plusieurs géographes ont tenté de donner une définition de l'Acadie, en suivant quatre méthodes différentes. Certains, comme Allan Rayburn, tentent de se fier aux limites historiques de l'Acadie. D'autres, comme R.A. Leblanc, se basent sur la répartition des Acadiens après la Déportation. C. Williams tente quant à lui de faire une « carte mentale », c'est-à-dire le territoire que les gens perçoivent comme étant l'Acadie. Il en vient à la conclusion que les anglophones des territoires touchés définissent généralement l'Acadie selon des critères historiques, alors que les francophones ont une perception de l'Acadie s'approchant plus de la répartition de la langue française.J.-C. Vernex note plutôt une grande diversité de perceptions, parfois même dans des villes voisines. Adrien Bérubé a tenté de déterminer les limites de l'Acadie en comparant 46 comtés de l'est du Canada aux moyens de 48 critères socio-économiques. Il en est venu à la conclusion que 8 comtés des Provinces maritimes s'approchent plus à l'est du Québec qu'au reste des Maritimes, tout en ajoutant que cela démontre l'homogénéité des comtés dit acadiens.
En 1994, à la suite de nombreuses entrevues effectuées aux quatre coins des Maritimes, Cécyle Trépanier en est venue à une conclusion différente de celle de Bérubé, reprenant ses quatre définitions de l'Acadie et en ajoutant trois autres. L'Acadie généalogique ne serait ainsi pas seulement liée aux descendants des survivants du Grand Dérangement et n'aurait pas vraiment de rapport avec un territoire. L'Acadie opérationnelle serait plutôt l'« Acadie officieuse », car 49 % des répondants considèrent que l'Acadie regroupe quelques rares secteurs des Maritimes, où les gens parlent français ou non. L'Acadie prospective serait perdue car peu de gens s'intéressaient au départ à l'indépendance. Des trois autres définitions apportées par l'auteur, la première est l'« Acadie sentie et vécue », autrement dit que 45 % des Acadiens des Maritimes considéreraient l'Acadie non pas selon l'endroit où l'on vit, la généalogie ou l'histoire, mais par sa manière de vivre et ses sentiments envers son identité et son « pays ». La deuxième est l'« Acadie déconcertante », autrement dit le fait que 5 % des gens, selon l'auteur, ne peuvent tout simplement pas donner une définition de l'Acadie. Finalement, l'« Acadie folklorique » serait un mirage que l'on vend aux touristes, dont le lieu le plus symbolique est le Village historique acadien, un village reconstituant la vie des Acadiens de 1770 à 1939, situé près de Caraquet.
Selon un autre article de Cécyle Trépanier publié en 1996, l'Acadie des Maritimes est un mythe et il y aurait en fait six Acadies : l'« Acadie torturée » du Cap-Breton, appelée ainsi car ses habitants ont été réduits au servage pendant plus d'un siècle, qu'ils ont eu de la difficulté à avoir des services en français et qu'ils sont toujours peu présents en politique; l'« Acadie silencieuse » de l'ouest de la Nouvelle-Écosse, où les habitants font peu d'efforts pour développer leur économie et protéger leur culture, à cause d'un sentiment d'infériorité selon l'auteur; l'« Acadie solidaire », autrement dit la Région Évangéline où, car malgré leur statut minoritaire, les Acadiens ont su réduire l'effet de l'anglicisation, développer la coopération et promouvoir leur culture; l'« Acadie frileuse » du sud-est du Nouveau-Brunswick, où la population est peu politisée et peu consciente de son histoire alors que le français est peu présent; l'« Acadie prétentieuse » est la péninsule acadienne, où les Acadiens sont généralement très fiers de leur culture, de leur histoire et de leur langue, ce qui les fait souvent comparer aux Québécois; finalement, l'« Acadie brayonne » du Madawaska est appelée ainsi à cause du sentiment de différence de sa population et de son attachement à la région.
Certaines personnalités ont décrit l'Acadie comme « n'ayant pas de frontières » (Édith Butler), comme un « archipel » (Joseph Yvon Thériault) ou comme une « géographie de l'âme » (Pierre Perrault).

Pays du monde comprenant des communautés de l'Acadie généalogique.
Principales régions acadiennes et cadiennes en Amérique du Nord.
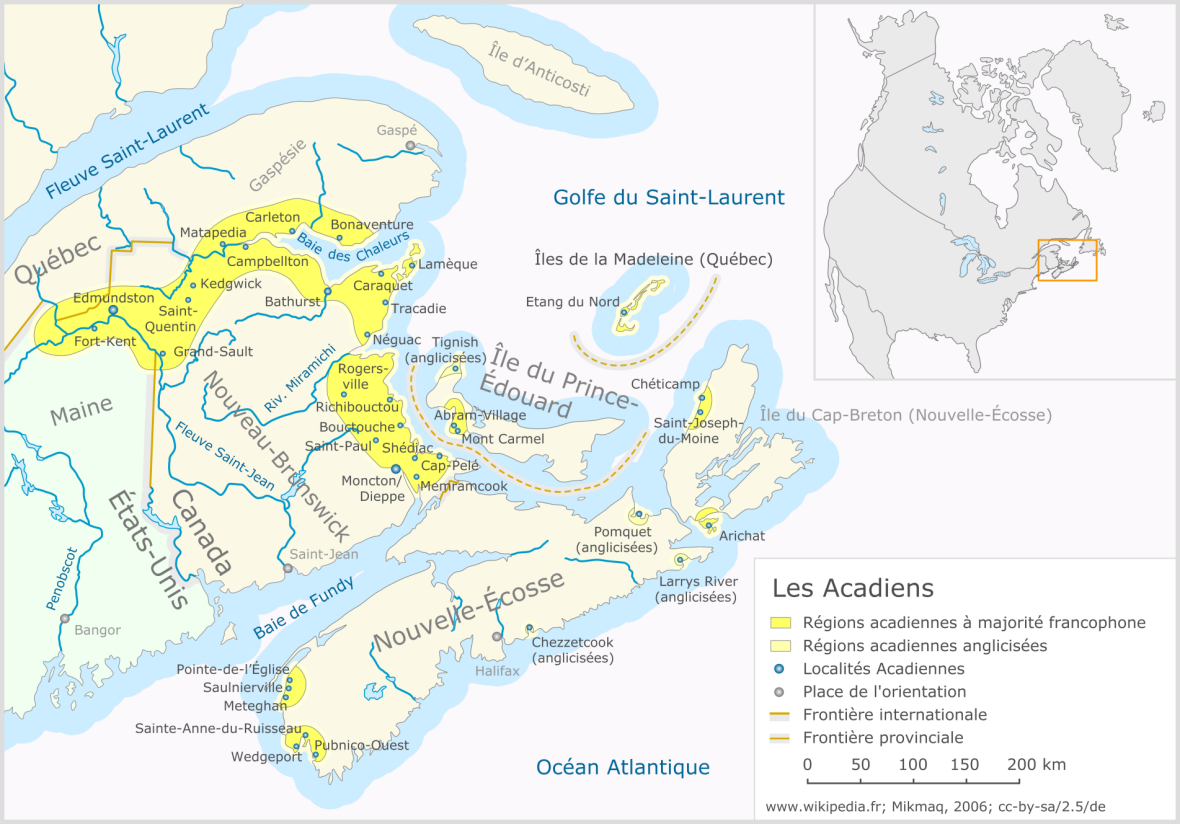
L'Acadie des Maritimes et les régions acadiennes limitrophes (Gaspésie, îles de la Madeleine et Maine).

## Situation
Les principales localités et régions de l'Acadie sont réparties dans les quatre provinces de l'Atlantique : l'Île-du-Prince-Édouard, le Nouveau-Brunswick, la Nouvelle-Écosse et Terre-Neuve-et-Labrador. La région doit son nom à l'océan Atlantique, qui la borde au sud et à l'est. Ces provinces sont situées au nord-est de l'Amérique du Nord. Le Nouveau-Brunswick se trouve sur le continent ; il touche à l'État américain du Maine à l'ouest et au Québec au nord-ouest, que la baie des Chaleurs sépare ensuite au nord. Le Nouveau-Brunswick est rattaché par l'isthme de Chignectou à la Nouvelle-Écosse, au sud-est ; la baie de Fundy les sépare à l'ouest. La principale île de la Nouvelle-Écosse est l'île du Cap-Breton, au nord-est de celle-ci. Terre-Neuve-et-Labrador est situé au nord-est, séparé de l'île du Cap-Breton par le détroit de Cabot. Cette province est en fait constituée de deux parties, l'île de Terre-Neuve, au sud, et le Labrador, au nord, séparé par le détroit de Belle-Isle et limitrophe du Québec à l'ouest. L'Île-du-Prince-Édouard est située à l'est du Nouveau-Brunswick et au nord de la Nouvelle-Écosse ; le détroit de Northumberland les sépare. Le golfe du Saint-Laurent, le principal plan d'eau, se trouve au nord et borde toutes les provinces. Les îles de la Madeleine, faisant partie du Québec, sont situées dans le golfe tandis que Saint-Pierre-et-Miquelon, une possession française, est située dans l'océan, au sud de Terre-Neuve.
D'une manière générale, l'Acadie regroupe, au Nouveau-Brunswick, le nord du comté de Victoria (Grand-Sault, Drummond), le comté de Madawaska, le comté de Restigouche, le comté de Gloucester, l'est du comté de Northumberland (Rogersville, Néguac, Baie-Sainte-Anne), le comté de Kent et le centre du comté de Westmorland (Beaubassin-Est, Cap-Pelé, Dieppe, Memramcook, Moncton et Shédiac) ; il y a également des minorités significatives à Fredericton, Minto, Miramichi, Nackawic et Saint-Jean. En Nouvelle-Écosse, on retrouve principalement des communautés isolées dans le comté d'Antigonish (Pomquet, Havre-Boucher et Tracadie), le comté de Guysborough (Larry's River), le comté d'Inverness (région de Chéticamp) et le comté de Richmond (isle Madame et environs), à l'est, ainsi que les municipalités de district de Clare (Baie-Sainte-Marie) et d'Argyle (Par-en-Bas), à l'ouest ; il y a également une minorité significative à Halifax. À l'Île-du-Prince-Édouard, la principale communauté est dans le comté de Prince, à l'ouest. La péninsule de Port-au-Port est la principale communauté acadienne de Terre-Neuve-et-Labrador ; elle est située à l'ouest de l'île, au bord du golfe et près de Stephenville. Il y a aussi une minorité significative à Saint-Jean et dans le reste de la péninsule d'Avalon, à l'est de l'île.

Régions et principales localités acadiennes.

Voici une liste des vingt principales municipalités acadiennes en 2006, :
| Municipalité      | Population | Francophones (%) |
| ----------------- | ---------- | ---------------- |
| Moncton           | 64 128     | 33,0             |
| Dieppe            | 18 565     | 74,2             |
| Edmundston        | 16 643     | 93,4             |
| Bathurst          | 12 714     | 50,6             |
| Comté de Richmond | 9 740      | 22,9             |
| Clare             | 8 813      | 65,8             |
| Argyle            | 8 656      | 33,7             |
| Campbellton       | 7 384      | 55,6             |
| Beaubassin-Est    | 6 429      | 82,1             |
| Grand-Sault       | 5 838      | 83,7             |
| Shédiac           | 5 497      | 73,2             |
| Memramcook        | 4 638      | 84,3             |
| Tracadie-Sheila   | 4 474      | 95,4             |
| Beresford         | 4 264      | 84,9             |
| Caraquet          | 4 156      | 98,5             |
| Dalhousie         | 3 676      | 49,6             |
| Chéticamp         | 3 040      | 66,9             |
| Shippagan         | 2 754      | 95,9             |
| Bouctouche        | 2 383      | 92,7             |
| Saint-Quentin     | 2 280      | 97,9             |

## Géographie physique

### Géologie et topographie

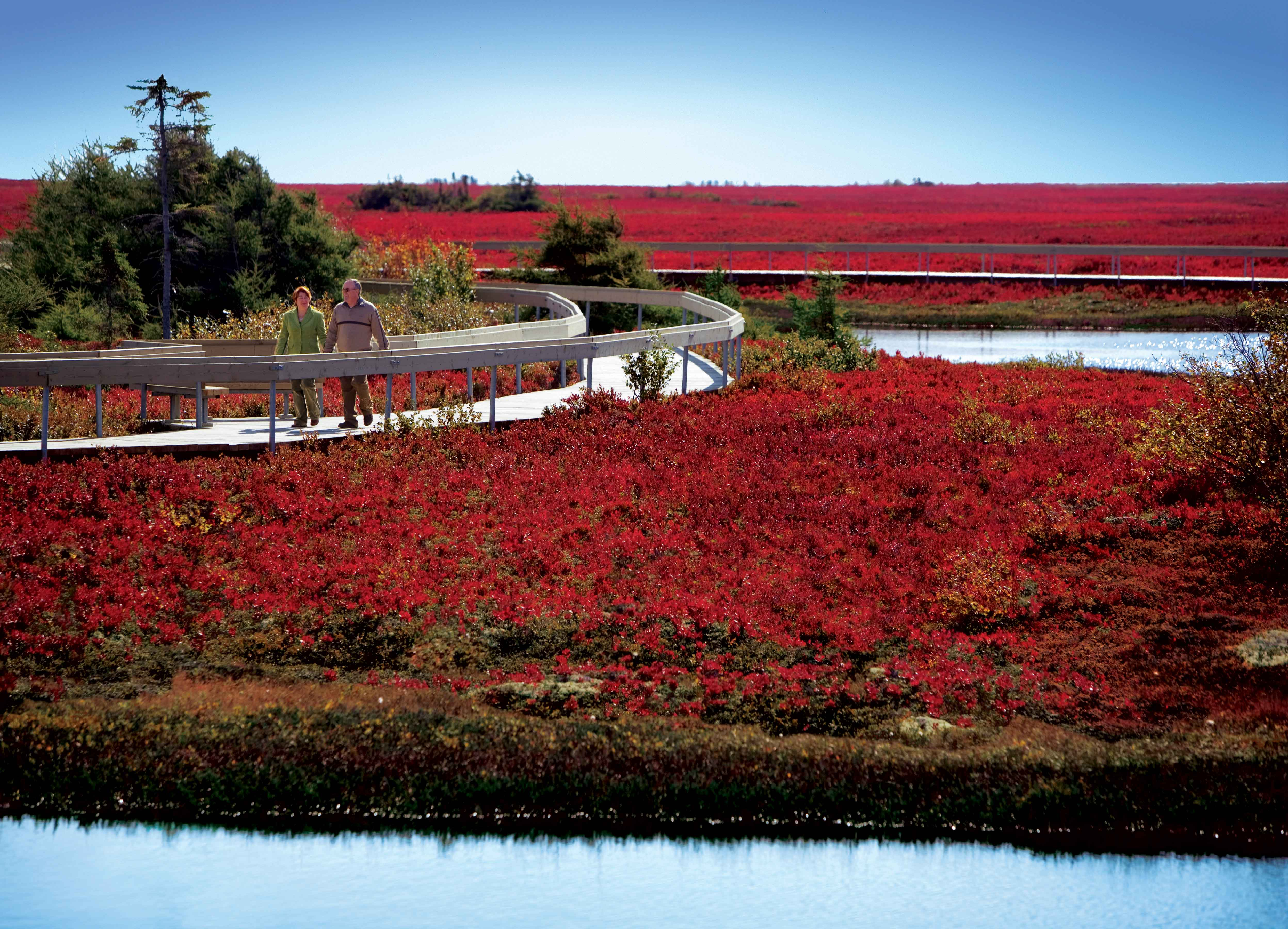
La plaine de Miscou, à l'automne.
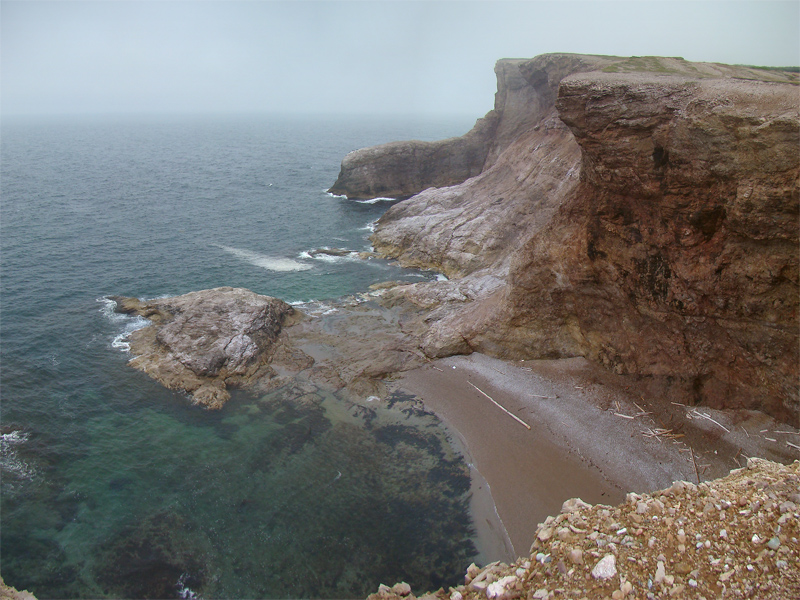
Le parc Boutte-du-Cap, au bord du golfe du Saint-Laurent, sur la péninsule de Port-au-Port.
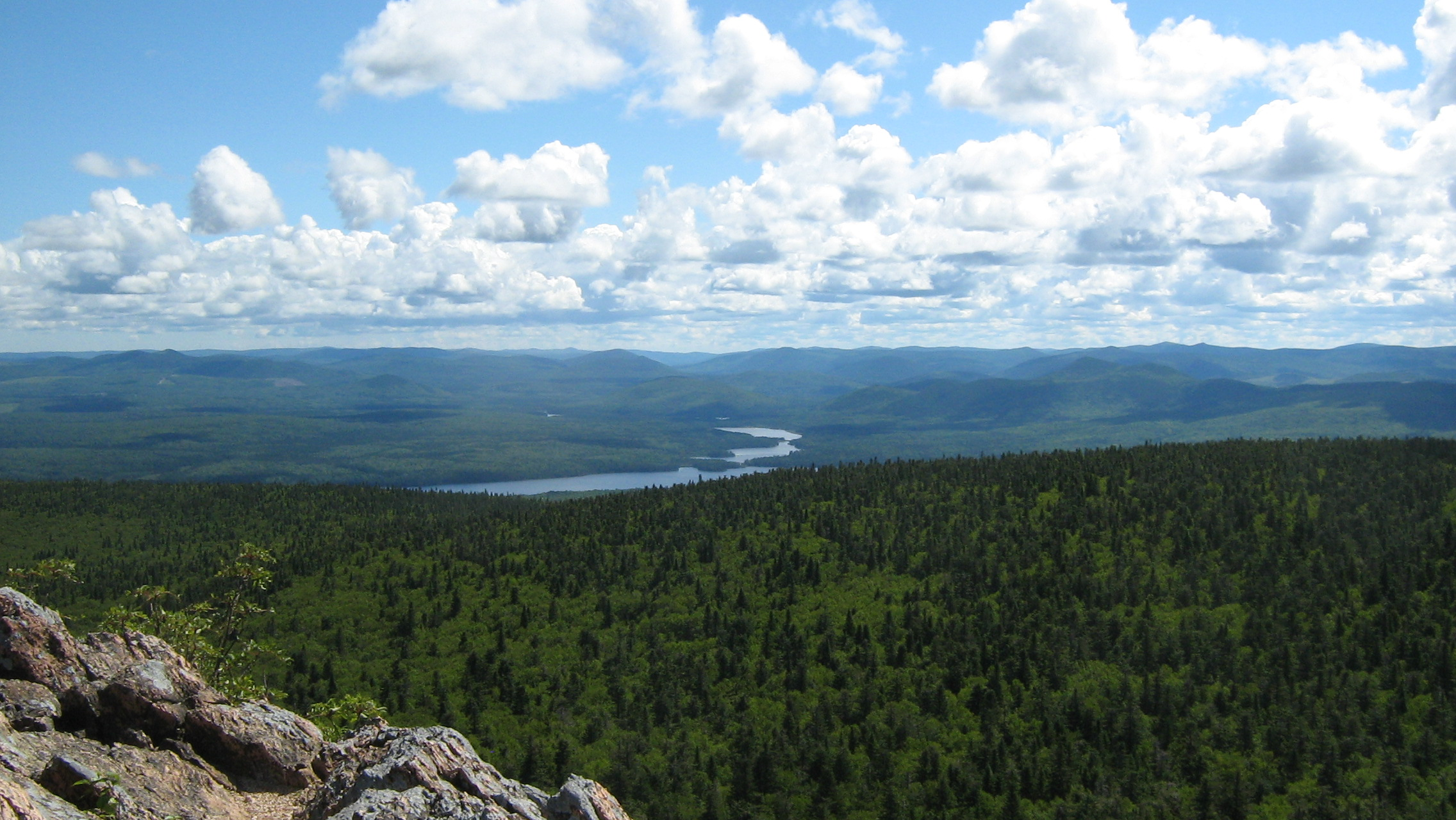
Les lacs Népisiguit et les Appalaches, vus du mont Carleton.

Les principaux cours d'eau sont la rivière Ristigouche et la rivière Népisiguit, qui se jettent dans la baie des Chaleurs, la rivière Miramichi, qui se jette dans le golfe du Saint-Laurent, la rivière Petitcodiac et le fleuve Saint-Jean, qui se jettent dans la baie de Fundy. L'Acadie compte de nombreux lacs mais ils sont de petite taille. Il y a par contre de nombreuses terres humides, particulièrement dans la Péninsule acadienne et dans le comté de Kent.
Le principal sommet est le mont Carleton, haut de 817 mètres. L'Acadie est en fait située à l'extrémité nord des Appalaches. D'autres massifs y sont reliés, notamment le plateau du Cap-Breton, qui occupe l'ouest de l'île du Cap-Breton. Son principal sommet, la butte White, a une altitude de 532 mètres. Les terres de l'Île-du-Prince-Édouard ne dépassent pas 142 mètres d'altitude.
Les roches datent généralement de l'ère paléozoïque (543 à 250 millions d'années) mais il y en a du Précambrien (4,5 milliards à 542 millions d'années) à Chéticamp et du Mésozoïque (-251 à - 65,5 millions d'années) dans le fond marin près de Clare. Elles font toutes partie de l'orogenèse des Appalaches. La majeure partie du territoire est composé de roches sédimentaires mais il y a aussi une présence de roches volcaniques dans les environs de Bathurst, Campbellton et Grand-Sault, de roches intrusives à Bathurst, Belledune et Argyle alors qu'à Chéticamp se trouvent à la fois des roches sédimentaires, volcaniques, intrusives et métamorphiques.
Le plus vieux fossile a été découvert en 1891 par George Frederick Matthew près de Saint-Jean: un Archæzoon acadiense datant du Précambrien (600 millions d'années). Du Paléozoïque (-543 à - 250 millions d'années), les chercheurs ont découvert des trilobites, des petites coquillages et entre autres des traces de vers du Cambrien (542-488 Ma), des coraux, des étoiles de mer et des trilobites longs de 40 centimètres de l'Ordovicien (488-435 Ma), de grandes formations de coraux et des poissons du Silurien (435-408 Ma) ainsi que des euryptérides et des poissons du Dévonien (408-355 Ma). Le Dévonien a également laissé le plus vieux fossile de requin au monde, âgé de 400 millions d'années, découvert par Richard Cloutier et Randall Miller en 2004. Toujours pour le Paléozoïque, le Carbonifère (355-295 Ma) a laissé des fossiles de poissons, d'arbres pétrifiés, de traces de mille-pattes géants et de tétrapodes terrestres, ainsi que de petits amphibiens et de reptiles terrestres. Aucun fossiles du Permien (295-250 Ma) n'a été découvert à ce jour. Des fossiles du Mésozoïque (251-65,5 Ma), incluant le plus vieux dinosaure du Canada, ont été découverts dans quelques localités de la Nouvelle-Écosse. Le début du Cénozoïque, l'ère actuelle, n'a pas laissé beaucoup de traces. Les fossiles deviennent plus fréquents à partir du XIVe millénaire av. J.-C., après le retrait des glaciers: de gros mammifères terrestres comme les mammouths et les caribous, des mammifères marins adaptés au froid comme le morse, le phoque, le béluga et le narval ainsi que des coquillages et les plus vieux fossiles de crabes et de homards.
La première étude sur la géologie de l'Acadie et des provinces maritimes, Acadian geology, a été publiée en 1855 par John William Dawson.
L'aléa sismique est relativement faible, sauf au Nouveau-Brunswick, où des tremblements de terre d'une magnitude de plus de 5,0 peuvent avoir lieu, mais surtout dans les Grands Bancs de Terre-Neuve, où le séisme de 1929, d'une magnitude de 7,2, a causé un raz-de-marée, le seul à ce jour.

### Climat
L'Acadie a un climat tempéré de type continental humide, adouci par la proximité de l'océan Atlantique, ce qui donne des hivers longs et doux et des étés courts et frais. Le courant chaud du Gulf Stream n'influence pas directement le climat mais sa rencontre avec les eaux froides du courant du Labrador crée de vastes bancs de brume.
En janvier, la température minimale moyenne oscille entre −24 °C et −20 °C à Saint-Quentin, entre −19 °C et −15 °C dans le Kent et au Nord du Nouveau-Brunswick, entre −14 °C et −10 °C à Pomquet, à Chezzetcook, à Port-au-Port, à l'île-du-Prince-Édouard, dans le Sud-est du Nouveau-Brunswick et dans la péninsule acadienne et entre −9 °C et −5 °C dans Argyle, Clare et le Cap-Breton. Toujours en janvier, la température maximale moyenne peut aller entre −9 °C et −5 °C au nord, entre 6 °C et 10 °C dans Clare et Argyle ainsi qu'entre −4 °C et 0 °C dans les autres régions. En juillet, la température minimale moyenne oscille entre 11 °C et 15 °C. La température maximale moyenne oscille quant à elle entre 21 °C et 25 °C mais peut dépasser 25 °C dans le Kent, tout en oscillant entre 16° et 20 °C à la péninsule de Port-au-Port et dans certains secteurs d'Argyle.
Les précipitations sont de l'ordre de 801 à 1 200 mm en moyenne à l'île-du-Prince-Édouard et au Nouveau-Brunswick sauf à Memramcook ainsi que de 1201 à 1 600 mm dans le reste du territoire. La neige apparaît vers la fin novembre au Nord-ouest, au début décembre à l'Île-du-Prince-Édouard et dans l'est du Nouveau-Brunswick sauf à Memramcook, à la fin décembre à Memramcook et dans le reste de la Nouvelle-Écosse sauf en Argyle et dans Clare, où elle tombe vers le début janvier. Elle atteint une épaisseur maximale moyenne 30 à 49 cm en Nouvelle-Écosse sauf à Chéticamp et de 50 à 99 cm ailleurs. La neige fond en moyenne au début mars en Argyle, à la fin mars dans Clare, au début avril à l'île-du-Prince-Édouard, au Sud-est du Nouveau-Brunswick et dans le reste de la Nouvelle-Écosse sauf à Chéticamp et finalement à la fin avril dans le reste du territoire.
Les glaces sont présentes dans le golfe du Saint-Laurent. Elles prennent forme à la mi-janvier à l'Île-du-Prince-Édouard et au Nouveau-Brunswick, au début février à Pomquet et Chéticamp ainsi qu'entre la mi-février et la mi-mars selon les secteurs à la péninsule de Port-au-Port. Elles atteignent leur étendue maximale au début mars et la débâcle a lieu entre la mi-mars et la mi-avril selon les secteurs.
L'Acadie est peu vulnérable aux catastrophes naturelles et les principaux problèmes climatiques touchent les côtes, où les inondations et les ondes de tempête causent chaque hiver d'importants dégâts et l'érosion des berges. Le niveau de la mer s'est élevé de 30 cm depuis 1869 et devrait augmenter d'au moins 20 cm d'ici 2100, alors que la croûte terrestre devrait s'affaisser de 30 cm au cours de la même période, ce qui devrait augmenter l'intensité des dégâts des tempêtes. Les ouragans sont rares mais dévastateurs (Désastre d'Escuminac, 35 morts en 1959, ouragan Juan, huit morts en 2003). Les tempêtes tropicales sont plus fréquentes mais moins dangereuses. Les tempêtes du Cap Hatteras peuvent également se révéler dangereuses, comme la tempête Juan blanc en 2004. Les tornades sont rares, mais l'une d'elles a tué cinq personnes à Bouctouche en 1879. La configuration du relief de Chéticamp cause un vent violent, le suête, qui se lève quelques fois par année, surtout au printemps.

### Faune et flore
Il existe deux principales classifications pour les écorégions de l'Acadie. Selon la classification du Commission de coopération environnementale, sur laquelle se basent le fédéral et les provinces, le territoire est situé dans l'écozone maritime de l'Atlantique alors que selon le World Wide Fund for Nature, le territoire se divise plutôt entre les forêts des basses-terres du Golfe du Saint-Laurent (Île-du-Prince-Édouard, est du Nouveau-Brunswick), les forêts de la Nouvelle-Angleterre et de l'Acadie (ouest et nord du Nouveau-Brunswick, Nouvelle-Écosse sauf Chéticamp) et les forêts de l'Est du Canada (Allardville, Chéticamp, Terre-Neuve-et-Labrador).
Le climat favorise la croissance des forêts.

## Géographie humaine

### Transports

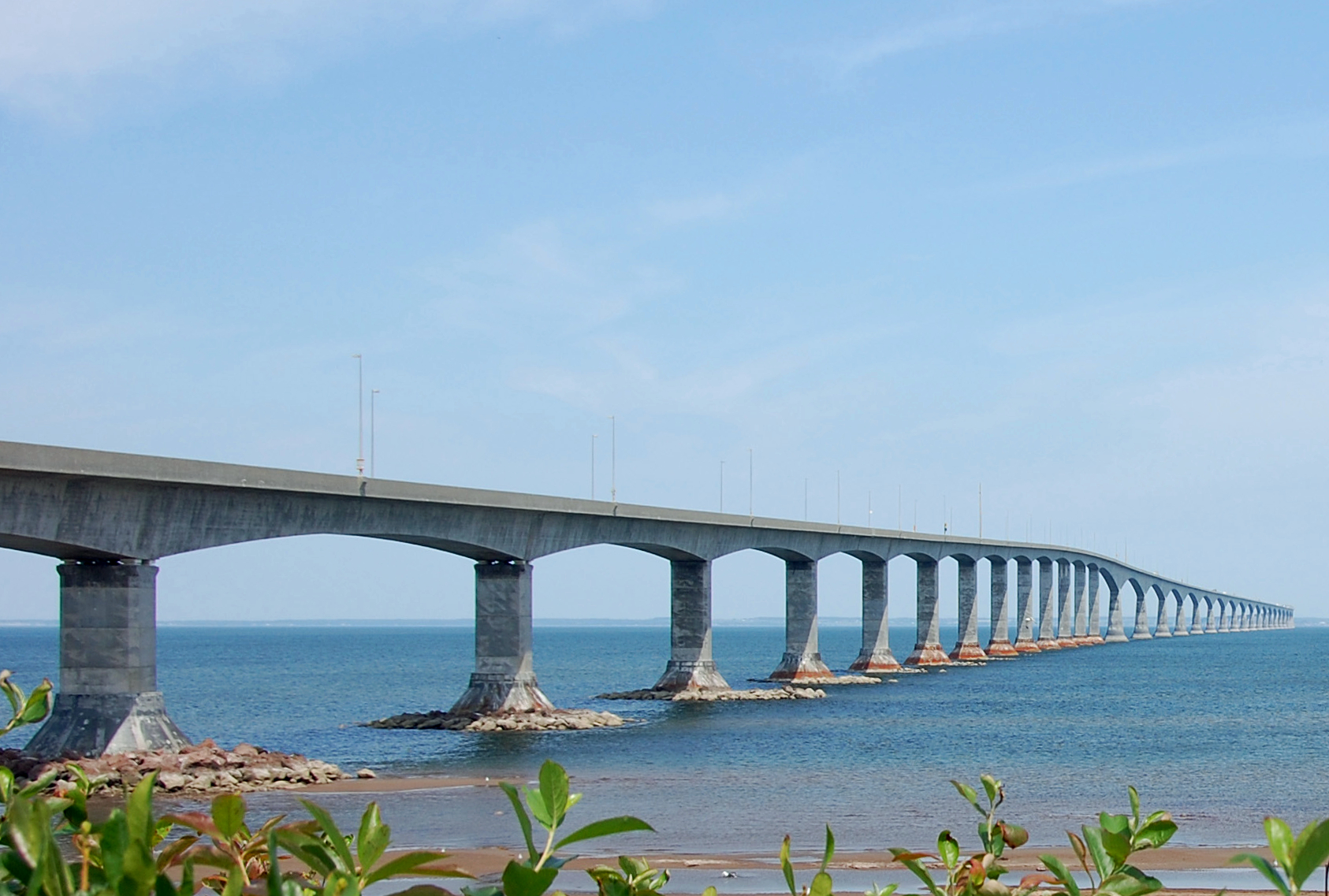
Le pont de la Confédération.

Toutes les régions sont accessibles par la route, bien qu'il n'y ait pas d'autoroutes partout. La principale route est la Transcanadienne. Charlottetown, Saint-Jean, Saint-John's, Halifax, Moncton et Clare comptent des réseaux de transport en commun par autobus. Les autobus interurbains relient entre elles toutes les régions, excepté la Péninsule acadienne. Terre-Neuve est reliée par traversier au Québec et à la Nouvelle-Écosse. L'Île-du-Prince-Édouard est aussi reliée à la Nouvelle-Écosse par traversier. Le pont de la Confédération relie l'Île-du-Prince-Édouard au Nouveau-Brunswick. La chaussée de Canso relie l'île du Cap-Breton au continent. L'Acadie est partiellement desservie par le train l'Océan, de VIA Rail Canada, reliant Halifax à Montréal. Le chemin de fer dessert aussi les communautés du Nouveau-Brunswick excepté la Péninsule acadienne. Les principaux ports acadiens sont celui de Belledune et celui de Dalhousie. La plupart des marchandises transitent toutefois par d'autres ports, notamment port d'Halifax et le port de Saint-Jean. Les principaux aéroports, offrant plusieurs liaisons internationales, sont l'aéroport international Stanfield d'Halifax, l'aéroport international du Grand Moncton et l'aéroport international de Gander. Chaque région dispose toutefois d'aéroports offrant des liaisons régulières.

### Démographie

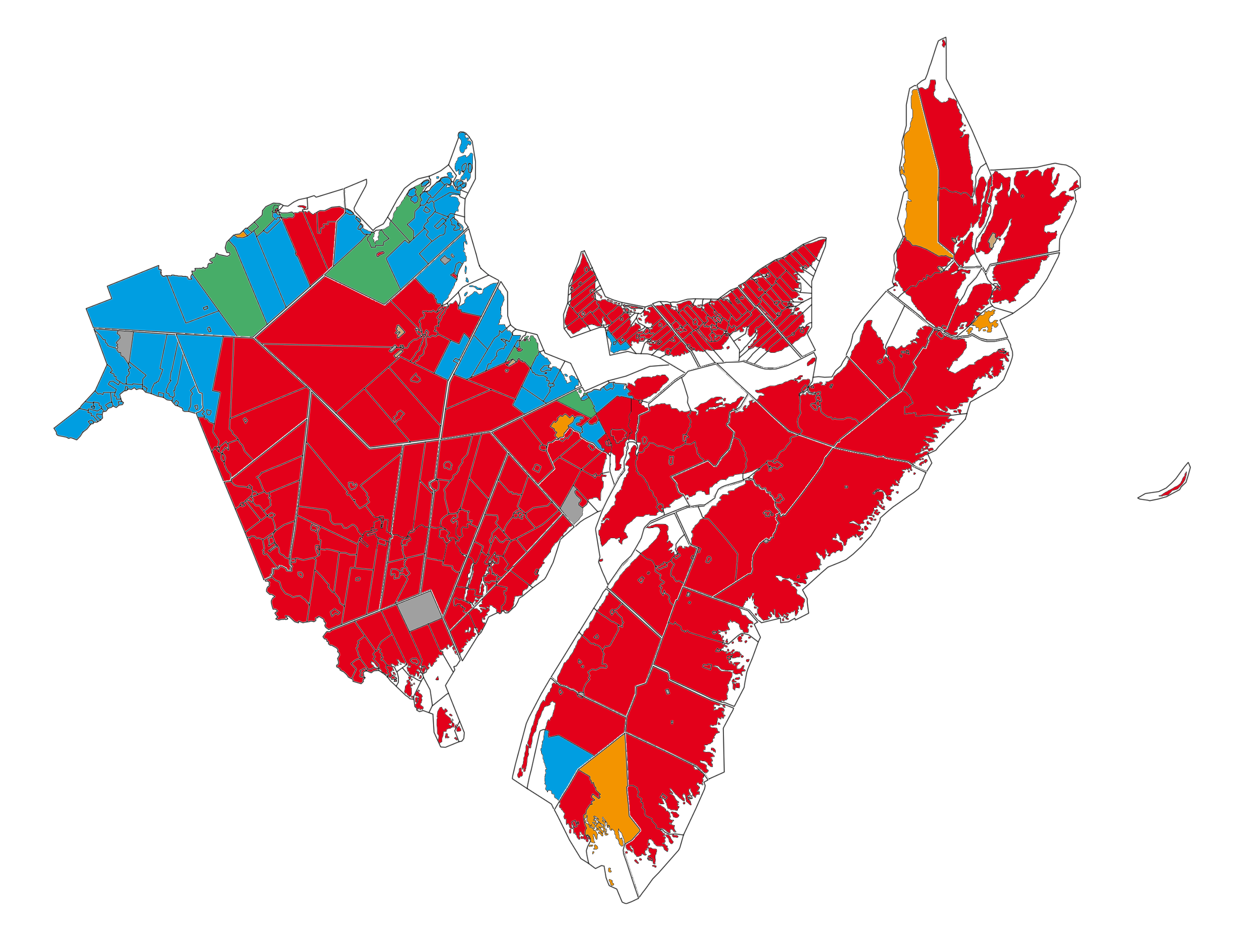
Langue maternelle dans les provinces des Maritimes.
Majorité francophone, moins de 33 % d'anglophones
Majorité francophone, plus de 33 % d'anglophones
Majorité anglophone, plus de 33 % de francophones
Majorité anglophone, moins de 33 % de francophones
Données non disponibles

Puisqu'il n'y a pas de définition officielle de l'Acadie, il est difficile d'en déterminer la population. En 2001, il y avait 276 355 francophones dans les provinces maritimes, pour la plupart Acadiens. En comptant les personnes anglicisées, il y aurait en tout 500 000 Acadiens dans les provinces de l'Atlantique. Pourtant, selon le recensement 2001 de Statistique Canada, ce pays comptait 96 145 Acadiens en 2001. Ce nombre est à prendre en considération, car de nombreux Acadiens s'identifient par exemple comme Canadiens ou Français dans le recensement. De plus, l'option Acadien ne figurait pas à l'origine sur le recensement, bien que le nombre de personnes s'identifiant ainsi est en forte hausse depuis 1986.
Les Acadiens représentent ainsi 15,6 % de la population totale des provinces de l'Atlantique, comparativement à une proportion de 22,6 % de francophones au Canada. Au Nouveau-Brunswick, seule province officiellement bilingue, les francophones représentent 32,9 % de la population, comparativement à 4,2 % à l'Île-du-Prince-Édouard et 3,8 % en Nouvelle-Écosse.
Le fort taux d'Acadiens au Nouveau-Brunswick s'explique par la croissance démographique et l'indice de continuité linguistique, qui est le rapport entre le nombre de personnes utilisant le français et le nombre de personnes ayant le français comme langue maternelle. Le nombre de francophones a augmenté de 12,4 % au Nouveau-Brunswick entre 1961 et 2001, alors qu'il diminuait de 14 % en Nouvelle-Écosse et de 28,8 % à l'Île-du-Prince-Édouard.
L'indice de continuité linguistique varie fortement d'une région à l'autre. Il est ainsi de 92 % au Nouveau-Brunswick, 58,2 % en Nouvelle-Écosse et 49,8 % à l'Île-du-Prince-Édouard. Dans des régions comme le Madawaska canadien et la Péninsule acadienne, où la proportion de francophones dépasse 95 %, le taux d'assimilation est inférieur à 1 %, parfois même négatif, c'est-à-dire que des personnes de langue maternelle anglaise ou autre parlent français à la maison. Par contre, des régions ayant un faible taux de francophones comme l'Île-du-Prince-Édouard (9 %) ont un fort taux d'assimilation, 68 % dans ce cas.
En 2006, le français est utilisé régulièrement ou toujours par 46,9 % des travailleurs des communautés de l'Île-du-Prince-Édouard, par 90,5 % au Nouveau-Brunswick, par 41,7 % en Nouvelle-Écosse et par 31 % à Terre-Neuve-et-Labrador.
De nombreuses communautés acadiennes restent tout de même minoritaires. Le cas le plus connu est Moncton, où les francophones ne représentent que 33 % de la population.